# ام‌عگله سیدسبوس
ام‌عگله سیدسبوس، روستایی از توابع بخش مرکزی شهرستان اهواز در استان خوزستان ایران است.

## جمعیت
این روستا در دهستان الهایی قرار دارد و براساس سرشماری مرکز آمار ایران در سال ۱۳۹۵، جمعیت آن ۹۶نفر (۲۷ خانوار) بوده‌است.